# Асперен, Боб ван
Боб ван А́сперен (нидерл. Bob van Asperen; род. 8 октября 1947, Амстердам) — нидерландский клавесинист, органист, педагог, музыковед. 
Учился у Густава Леонхардта. 
Профессор клавесина и basso continuo в Амстердамской консерватории, также преподаёт в Piccola Accademia di Montisi (Италия). 
Ведёт интенсивную концертную деятельность, постоянно гастролирует.
Написал ряд статей, посвящённых творчеству И. Я. Фробергера («A New Froberger Manuscript», с 2007 г. по наст. вр.), Л. Куперена, Дж. Фрескобальди, Я. П. Свелинка, А. Вивальди, специфике так называемого «хроматического клавесина».
Записал более 70 компакт-дисков. Среди них — чакона, инвенции, Хорошо темперированный клавир, концерты для 1-4 клавесинов, токкаты И.-С. Баха, сочинения К. Ф. Э. Баха, Фрескобальди, Скарлатти, Генделя, Франсуа и Луи Куперена, Дж. Булла и многих других, в том числе исполненные на исторических инструментах XVII—XVIII вв., которые лучшие музеи и коллекции мира рады предоставить для этих целей.
Боб ван Асперен впервые в истории осуществил запись всех клавирных сочинений И. Я. Фробергера («Froberger Edition») на исторических клавесинах и органах. Издание в восьми «томах», выполненное на лейбле AEOLUS, охватывает 11 CD. Несколько дисков из этой серии получили престижные награды «Diapason d’Or» и «Dix du Répertoire», а диск с первой в мире полной записью каприччио Фробергера (на органе Арпа Шнитгера в Нордене) получил награду «German Record Critics Award».
Параллельно с этим Боб ван Асперен приступил к записи всех сочинений Луи Куперена «Louis Couperin Edition», тоже на исторических инструментах.
Для музыканта характерен интерес к забытым страницам истории музыки. Многие произведения эпохи барокко были исполнены им после длительного забвения. К числу таких открытых для публики сочинений относится первая в Нидерландах Соната для клавесина, написанная голландским композитором  Сибрандом ван Ноордом (Младшим) в 1702 году.
В 2012 и 2013 гг. Боб ван Асперен приезжал в Санкт-Петербург, выступив в рамках первой Открытой академии музыки барокко и совместно с ансамблем Prattica Terza.
Музыкант ведёт активную педагогическую деятельность. Среди его учеников – клавесинисты Кристоф Руссе и Менно ван Делфт.

## Музыковедческие работы
- Padbrué’s Tranen: de vroegste Noordnederlandse muziek in stylo moderno // Tijdschrift voor Oude Muziek 2 (1987), 83–85.
- A new Froberger manuscript // Journal of Seventeenth-Century Music. 2008. Vol. 13. № 1.